# Río Koumac
El río Koumac es un río de Nueva Caledonia. Tiene un área de influencia de 258 kilómetros cuadrados.